# Gigapassus octarine
Gigapassus octarine är en spindelart som beskrevs av Miller 2007. Gigapassus octarine ingår i släktet Gigapassus och familjen täckvävarspindlar. Inga underarter finns listade i Catalogue of Life.